# ダニヤル・イェレウシノフ
ダニヤル・マラトヴィッチ・イェレウシノフ（カザフ語: Данияр Маратұлы Елеусінов、1991年3月13日 - ）は、カザフスタンのプロボクサー。西カザフスタン州クァズダル出身。現IBO世界ウェルター級王者。2016年リオデジャネイロオリンピックウェルター級金メダリスト。

## 来歴
リオデジャネイロオリンピックでは、準々決勝でガブリエル・マエストレ、準決勝でスレイマヌ・シソコを破り、決勝ではシャハラン・ギヤソフを破り金メダルを獲得し2年後にプロ転向した。
2018年3月6日、エディー・ハーンのマッチルーム・スポーツ・USAと契約した。カザフスタンのボクサーで初の契約者となった 。
2018年4月28日、ニューヨークのバークレイズ・センターでプロデビュー。
2020年11月27日、フロリダ州ハリウッドのセミノール・ハード・ロック・ホテル・アンド・カジノ内にあるハード・ロック・ライブでの無観客試合として元WBAスーパー・IBF世界スーパーライト級統一王者のジュリアス・インドンゴとIBFインターコンチネンタルウェルター級王座決定戦を行い、2回30秒KO勝ちを収めプロ入り2年目で初の王座を獲得した。
2021年12月18日、ヌルスルタンでプロ入りして初の凱旋試合となるIBO世界ウェルター級王座決定戦をファン・エルナン・レアルと行い、12回3-0（2者が120-105、120-106）の判定勝ちを収め王座を獲得した。試合半年前の6月2日にエディー・ハーンのマッチルーム・スポーツ・USAから離脱しフリーエージェントになっていた事を明かした。

## 戦績
- プロボクシング：11戦 11勝 (6KO) 無敗

| 戦           | 日付           | 勝敗 | 時間    | 内容    | 対戦相手                 | 国籍           | 備考                                            |
| ------------ | -------------- | ---- | ------- | ------- | ------------------------ | -------------- | ----------------------------------------------- |
| 1            | 2018年4月28日  | ☆    | 3R 2:52 | TKO     | ノア・キッド             | アメリカ合衆国 | プロデビュー戦                                  |
| 2            | 2018年7月6日   | ☆    | 6R      | 判定    | ゾルタン・スザヴォ       | ハンガリー     |                                                 |
| 3            | 2018年8月4日   | ☆    | 6R      | 判定    | ガボール・ゴルヴィクス   | ハンガリー     |                                                 |
| 4            | 2018年10月20日 | ☆    | 1R 2:33 | TKO     | マット・ドヘルティ       | アメリカ合衆国 |                                                 |
| 5            | 2018年11月24日 | ☆    | 3R 1:10 | TKO     | マルコス・モヒカ         | ニカラグア     |                                                 |
| 6            | 2019年3月15日  | ☆    | 8R      | 判定3-0 | シルヴィオ・オルティス   | メキシコ       |                                                 |
| 7            | 2019年5月25日  | ☆    | 6R      | 判定3-0 | ルイス・ロランブエナ     | チリ           |                                                 |
| 8            | 2019年9月13日  | ☆    | 1R 2:38 | TKO     | レシャード・ヒックス     | アメリカ合衆国 |                                                 |
| 9            | 2019年12月20日 | ☆    | 5R 0:15 | TKO     | アラン・サンチェス       | メキシコ       |                                                 |
| 10           | 2020年11月27日 | ☆    | 2R 0:30 | TKO     | ジュリアス・インドンゴ   | ナミビア       | IBFインターコンチネンタルウェルター級王座決定戦 |
| 11           | 2021年12月18日 | ☆    | 12R     | 判定3-0 | ファン・エルナン・レアル | アルゼンチン   | IBO世界ウェルター級王座決定戦                   |
| テンプレート |                |      |         |         |                          |                |                                                 |

## 獲得タイトル
- IBFインターコンチネンタルウェルター級王座
- IBO世界ウェルター級王座